# ウィンドワード諸島 (西インド諸島)

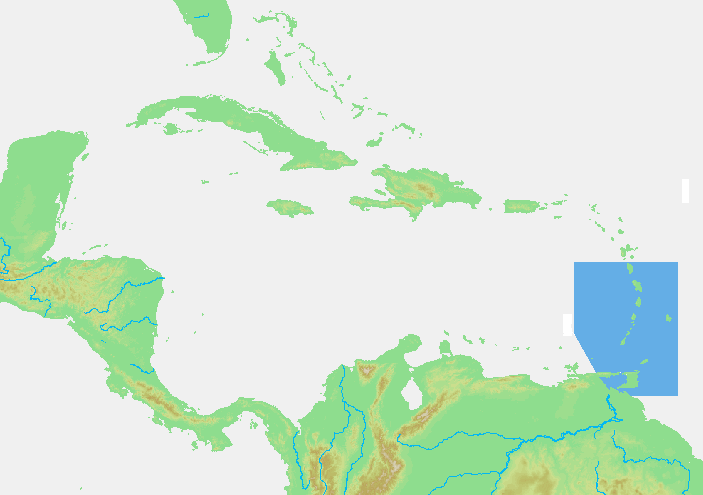
ウィンドワード諸島の位置。

ウィンドワード諸島（ウィンドワードしょとう、英: Windward Islands）は、カリブ海の小アンティル諸島南部に連なる小規模な島々を指す。北はリーワード諸島につながり、南には南アメリカ大陸がある。

## 名称と範囲

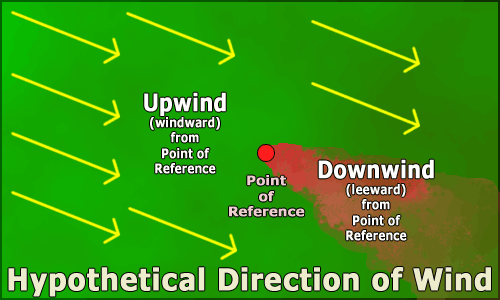
leeward と windward

### 英語圏における「ウィンドワード諸島」
英語のウィンドワード（windward）とは「風上」を意味し、「ウィンドワード諸島」は「風上の島々」にあたる。対義語は「風下」を意味するリーワード（leeward）であり、これに対応したリーワード諸島と対になっている（風上と風下参照）。ウィンドワード諸島は、この海域で東から西へと吹く貿易風の風上側にあたることから命名された。
ギニア湾沿岸を発して南北アメリカ大陸・西インド諸島へ向かう奴隷交易船は、最初に西インド諸島東南端のこれらの島々と出会うこととなった。大西洋を渡るもっとも速いルートを提供したのは海流と貿易風であり、帆船が到着する付近をおおまかな境として、「ウィンドワード諸島」「リーワード諸島」の名が付けられた。

### 英語以外の諸言語における「風上の島々」
ドイツ語・イタリア語・スペイン語・フランス語・オランダ語・ポルトガル語などのヨーロッパ諸言語（以下、「英語以外の諸言語」）においても、小アンティル諸島について「風上の島々」「風下の島々」と二分して呼ぶ名称がある。しかし、英語と英語以外の諸言語では、「風上の島々」「風下の島々」の呼称が指す範囲が異なるので注意が必要である。
もともと英語で「風上の島々」（ウィンドワード諸島）と呼ばれた島々のうちの西南部、南米大陸沖合に東西に連なる島々は、英語以外の言語で「風下の島々」と呼ばれた。これらの島々は、「風下」を英語で Leeward と訳し、「リーワード・アンティル諸島」と呼ばれている。
なお、英称「リーワード諸島」に含まれるシント・マールテン島を拠点とする航空会社は「ウィンドワード・アイランズ航空」 (Windward Islands Airways) を称している。シント・マーテン島は英語以外の言語で「風上の島々」に入るためである。
| 言語     | 風上（windward）の島々 | 風下（leeward）の島々 |
| -------- | --- | --- |
| 英語     | - 英: Windward Islands | - 英: Leeward Islands |
| 英語以外 | - 独: Inseln über dem Winde - 伊: Isole Sopravento Meridionali - 西: Islas de Barlovento - 仏: Îles du Vent - 蘭: Bovenwindse Eilanden - 葡: Ilhas de Barlavento | - 独: Inseln unter dem Winde - 伊: Isole Sopravento Settentrionali - 西: Islas de Sotavento - 仏: Îles sous le vent - 蘭: Benedenwindse Eilanden - 葡: Ilhas de Sotavento |

## ウィンドワード諸島の島々
以下の島々が北から南へ、ほぼ一列に並んでいる。
| 主要な島/諸島      | 主要な島/諸島      | 所属国/地域                      | 所属国/地域                | 備考 |
| ------------------ | ------------------ | -------------------------------- | -------------------------- | ---- |
| グアドループ島     | グランド・テール島 | フランス （ グアドループ）       | フランス海外県 /海外地域圏 |      |
| グアドループ島     | バス・テール島     | フランス （ グアドループ）       | フランス海外県 /海外地域圏 |      |
| マリー・ガラント島 |                    | フランス （ グアドループ）       | フランス海外県 /海外地域圏 |      |
| ラ・デジラード島   |                    | フランス （ グアドループ）       | フランス海外県 /海外地域圏 |      |
| レ・サント諸島     |                    | フランス （ グアドループ）       | フランス海外県 /海外地域圏 |      |
| ドミニカ島         | ドミニカ島         | ドミニカ国                       | 独立国                     |      |
| マルティニーク     | マルティニーク     | フランス （ マルティニーク）     | フランス海外県 /海外地域圏 |      |
| セントルシア       | セントルシア       | セントルシア                     | 独立国                     |      |
| セントビンセント島 | セントビンセント島 | セントビンセント・グレナディーン | 独立国                     |      |
| グレナディーン諸島 | ベキア島           | セントビンセント・グレナディーン | 独立国                     |      |
| グレナディーン諸島 | マスティク島       | セントビンセント・グレナディーン | 独立国                     |      |
| グレナディーン諸島 | カノーアン島       | セントビンセント・グレナディーン | 独立国                     |      |
| グレナディーン諸島 | ユニオン島         | セントビンセント・グレナディーン | 独立国                     |      |
| グレナディーン諸島 | カリアク島         | グレナダ                         | 独立国                     |      |
| グレナダ島         |                    | グレナダ                         | 独立国                     |      |

上記の島列の東に、以下の島々が北から並ぶ。
| 主要な島/諸島  | 主要な島/諸島 | 所属国/地域          | 所属国/地域 | 備考 |
| -------------- | ------------- | -------------------- | ----------- | ---- |
| バルバドス島   | バルバドス島  | バルバドス           | 独立国      |      |
| トバゴ島       | トバゴ島      | トリニダード・トバゴ | 独立国      |      |
| トリニダード島 |               | トリニダード・トバゴ | 独立国      |      |

リーワード諸島には（ドミニカやバルバドス、トリニダード・トバゴを含めた場合）6つの独立国がある。
北部のグアドループ島やドミニカ島については「ウィンドワード諸島」に含まず「リーワード諸島」に含む場合もある。また、 バルバドスとトリニダード・トバゴは地理的な「ウィンドワード諸島」の島列から外れるものの、しばしば関連付けられる。